# Jurassic World Evolution 2
Jurassic World Evolution 2 è un videogioco gestionale pubblicato da Frontier Developments. Il gioco è uscito in versione digitale in tutto il mondo il 9 novembre 2021 per Microsoft Windows, PlayStation 4, PlayStation 5, Xbox One e Xbox Series X/S.
Sequel di Jurassic World Evolution, uscito nel 2018, il gioco è basato sul franchise Jurassic Park ed è ambientato dopo gli eventi del film Jurassic World - Il dominio. Come per il primo capitolo, anche questo gioco include le voci di personaggi della saga di Jurassic Park e di Jurassic World tra cui Jeff Goldblum e Bryce Dallas Howard. Un sequel, Jurassic World Evolution 3, uscirà il 21 ottobre 2025 per Windows, PlayStation 5 e Xbox Series X/S.

## Modalità di gioco
Simile al predecessore, Jurassic World Evolution 2 è una simulazione aziendale in cui il giocatore costruisce un parco a tema preistorico di Jurassic World. Il gioco presenta più di 75 specie preistoriche, inclusi vari dinosauri, pterosauri e rettili marini. I giocatori devono costruire recinti, voliere e lagune per contenere questi animali e farli vedere ai visitatori. Questi animali hanno esigenze diverse, come il tipo di cibo che mangiano e l'estensione della forestazione di cui hanno bisogno nel loro habitat, che devono essere soddisfatte per mantenerli sani e tranquilli. Il gioco presenta un sistema di territorio dinamico che vede gli animali combattere l'uno contro l'altro per le risorse se vivono nello stesso habitat. I loro territori si spostano costantemente a seconda delle risorse disponibili nel loro habitat. Rispetto ai suoi predecessori, il gioco presenta un'intelligenza artificiale più complessa per le specie preistoriche, che ora cacciano in branco e interagiscono con gli altri in modo più frequente e realistico. Lo strumento del terreno è stato completamente rielaborato, con i giocatori che devono piantare gli alberi e gli arbusti appropriati per far mangiare gli erbivori.
I giocatori devono costruire varie strutture e reclutare scienziati per la ricerca e l'incubazione delle specie preistoriche. Gli scienziati reclutati offrono diversi vantaggi di gioco, ma i lavoratori oberati di lavoro e scontenti saboteranno il parco e lasceranno scappare intenzionalmente gli animali. Per incubare un animale preistorico, il giocatore deve prima estrarre il proprio DNA dai fossili. Il loro DNA può essere adattato per conferire agli animali tratti unici come dare le skin dei film e la resistenza a un certo tipo di malattia.  I giocatori devono anche reclutare ranger e veterinari per mantenere gli animali felici e in salute. Per intrattenere gli ospiti, i giocatori possono costruire diverse giostre come le Girosfere, che ora possono attraversare più recinti ed essere attaccate da animali preistorici. Gli ospiti sono suddivisi in diversi gruppi con interessi diversi. Ad esempio, gli amanti della natura sono più interessati a vedere gli erbivori, mentre gli avventurieri sono più interessati a vedere i carnivori. Anche servizi come servizi igienici, negozi di articoli da regalo e ristoranti devono essere costruiti e i giocatori possono personalizzarli con diversi moduli e decorazioni per soddisfare le esigenze dei diversi ospiti.
A differenza del primo gioco, ambientato in un arcipelago, Jurassic World Evolution 2 è ambientato negli Stati Uniti contigui e presenta vari biomi come foreste e deserti, ognuno dei quali offre sfide uniche per il giocatore mentre progetta i propri parchi. Le mappe presenti nel gioco sono significativamente più grandi di quelle del predecessore. Il gioco presenta varie modalità, inclusa una campagna ambientata dopo Jurassic World - Il regno distrutto, una modalità Chaos Theory che rivisita i momenti narrativi chiave dei film (come la costruzione della struttura di Jurassic Park vicino a San Diego, come si vede in Il mondo perduto - Jurassic Park) e le modalità Sfida e Sandbox (dove puoi creare il parco/riserva dei tuoi sogni). Jeff Goldblum e Bryce Dallas Howard tornano per fornire la voce rispettivamente a Ian Malcolm e Claire Dearing.

## Sviluppo
Come il suo predecessore, Jurassic World Evolution 2 è stato sviluppato e pubblicato da Frontier Developments. Il gioco è stato annunciato da Jeff Goldblum nel giugno 2021 durante il Summer Game Fest. La modalità campagna del gioco è considerata canonica con i film, essendo ambientata prima del film del 2022 Jurassic World - Il dominio. Frontier ha lavorato a stretto contatto con la Universal Pictures, assicurandosi che il gioco si adattasse ai piani futuri dello studio per il franchise. La società ha avuto accesso alla raccolta di effetti sonori e colonne sonore dei film della Universal.

## Distribuzione
Jurassic World Evolution 2 è stato pubblicato a livello internazionale il 9 novembre 2021 per Microsoft Windows, PlayStation 4, PlayStation 5, Xbox One e Xbox Series X e Series S. I giocatori che hanno preordinato il gioco riceveranno tre skin per veicoli ispirate a Il mondo perduto - Jurassic Park.

### DLC e aggiornamenti
Come il suo predecessore, Jurassic World Evolution 2 è stato supportato dopo il lancio con l'uscita di DLC a pagamento e aggiornamenti gratuiti. Come il suo predecessore presenta anch'esso un aggiornamento Deluxe che include tre dinosauri (Huayangosaurus, Megalosaurus e Pachyrhinosaurus), uno pterosauro (Geosternbergia) e un rettile marino (Attenborosaurus). Il primo DLC vero e proprio, Early Cretaceous Pack, è stato pubblicato un mese dopo il lancio del gioco e aggiunge quattro creature di quell'era (Kronosaurus, Minmi, Wuerhosaurus e Dsungaripterus). Il secondo pacchetto DLC aggiunge dinosauri provenienti dalla serie animata Jurassic World - Nuove avventure ed è stato pubblicato l'8 marzo 2022 (Scorpios rex e Monolophosaurus, due skin per Parasaurolophus, una per Carnotaurus, una per Ankylosaurus, tre per Baryonyx, una variante di Ouranosaurus, una di Kentrosaurus e una skin per Tyrannosaurus). La prima espansione del gioco, Dominion Biosyn Expansion, presenta una nuova campagna, nuove specie e nuove apparizioni basate su Jurassic World - Il dominio della Byosin (Therizinosaurus, Dimetrodon, Pyroraptor e Quetzalcoatlus, una skin per Dilophosaurus, tre skin per Parasaurolophus, due per T. rex e due varianti/skin di Dreadnoughtus e Giganotosaurus)  è stata pubblicata il 14 giugno 2022, quattro giorni dopo l'uscita del film negli Stati Uniti. Il pacchetto del tardo Cretaceo pubblicato il 15 settembre 2022 ha aggiunto quattro specie: Barbaridactylus, Styxosaurus, Australovenator e Alamosaurus, ľ 8 dicembre 2022 è stato pubblicato il secondo pacchetto d'espansione basata su Jurassic World - Il dominio, ma mentre il primo era incentrato sulla Byosin, questo è incentrato sulle creature dell'isola di Malta, ottenendo Atrociraptor, Oviraptor (il primo onnivoro in gioco), Lystrosaurus (il primo erbivoro non-dinosauro in gioco) e Moros intrepidus (che non viene indicato come tyrannosauroide) e si ottiene anche un'altra skin per Carnotaurus, Allosaurus, Dimorphodon e una variante/skin di Iguanodon. Il 30 marzo 2023 uscì il DLC degli animali piumati. Così si ottengono: Yutyrannus, Deinocheirus (il secondo onnivoro in gioco), Sinosauropteryx e Jeholopterus (lo pterosauro più piccolo in gioco e ľ unico animale che mangia insetti). Il 10 agosto 2023 è stato pubblicato un DLC (Phreistoric Marine Species Pack) che contiene 4 creature marine preistoriche: Archelon, Nothosaurus (con il suo aspetto di Nuove Avventure), Shonisaurus e Dunkleosteus (il primo pesce del gioco). Sempre quel giorno è stata aggiunta anche la piattaforma in roccia per lagune in modo che i primi due possano uscire dall'acqua. Il 30 novembre 2023 è uscito un DLC sui dinosauri carnivori del Cretaceo in cui saranno presenti: Tarbosaurus (con il suo aspetto dell'episodio interattivo di Nuove Avventure), Utahraptor, Concavenator e Gigantoraptor. Il 13 marzo 2024 è stato poi distribuito un DLC sui dinosauri ibridi, le cui specie sono Stegoceratops, Ankylodocus, Spinoraptor (già presenti nel gioco precedente) e Spinoceratops (comparso in Jurassic World - Nuove avventure sotto forma di cucciolo). Il 16 maggio ha visto infine l'uscita di un altro DLC (Park Managers Collection Pack), che include Segisaurus, Microceratus (come apparso in Jurassic World - Il dominio), Thanatosdrakon, Megalodon (il secondo pesce in gioco) e una nuova skin per il T. rex.

## Accoglienza
Il gioco ha ricevuto recensioni generalmente positive al momento dell'uscita secondo l'aggregatore di recensioni Metacritic.
PCGames N ha assegnato al gioco 7 su 10: "Migliora il suo predecessore in modi intelligenti e vanta ancora i dinosauri più belli mai realizzati in un gioco. Ma affrontare eventi disastrosi al di fuori del tuo controllo non è ancora divertente, anche se è in tema con Jurassic Park".
Le prime vendite su PC sono state inferiori alle aspettative, poiché il gioco è stato pubblicato durante la stessa settimana di molti altri giochi per PC di alto profilo. Le versioni per console domestica sono state vendute come previsto e il gioco ha avuto circa 500.000 giocatori su tutte le piattaforme entro due settimane dalla sua uscita. Frontier si aspettava che il gioco avrebbe raccolto maggiori entrate rispetto al suo predecessore entro il suo primo anno, in parte a causa dell'imminente uscita di Jurassic World - Il dominio.